# Zdenko Zorko
Zdenko Zorko   (Zagreb, 18 d'agost de 1950) fou un jugador d'handbol iugoslau d'origen croat, que va competir durant les dècades de 1960, 1970 i 1980. Jugava de porter. Un cop retirat va exercir d'entrenador de diversos equips i seleccions nacionals.
El 1972 va prendre part en els Jocs Olímpics de Múnic, on guanyà la medalla d'or en la competició d'handbol. Quatre anys més tard, als Jocs de Mont-real, fou cinquè en la mateixa competició.
Com a jugador també guanyà una medalla de bronze al Campionat del món d'handbol de 1974 i la medalla d'or als Jocs del Mediterrani de 1975.